# Marco Follini
Giuseppe (Marco) Follini (ur. 26 września 1954 w Rzymie) – włoski polityk, parlamentarzysta, w latach 2004–2005 wicepremier.

## Życiorys
Z wykształcenia dziennikarz. Działalność polityczną rozpoczął już w 1977, kiedy to został sekretarzem młodzieżówki Chrześcijańskiej Demokracji. W latach 80. z rekomendacji DC wszedł do rady nadzorczej Radiotelevisione italiana.
W pierwszej połowie lat 90. znalazł się wśród założycieli Centrum Chrześcijańsko-Demokratycznego, powołanego przez część działaczy rozwiązanej w wyniku afer korupcyjnych chadecji. W latach 1996–2006 sprawował mandat poselski w Izbie Deputowanych XIII i XIV kadencji.
W 2001 został sekretarzem krajowym CCD w miejsce Piera Ferdinanda Casiniego, powołanego na stanowisko przewodniczącego izby niższej parlamentu. Rok później Marco Follini objął tożsamą funkcję w Unii Chrześcijańskich Demokratów i Centrum, współtworzonej m.in. przez jego dotychczasowe ugrupowanie.
3 grudnia 2004 mianowano go na urząd wicepremiera w drugim gabinecie Silvia Berlusconiego. Z rządu odszedł jednak już 18 kwietnia 2005, kiedy to UDC zapowiedziała odejście z koalicji. Po odnowieniu koalicji Marco Follini jesienią tego samego roku zrezygnował z kierowniczych funkcji w partii.
W wyborach w 2006 skutecznie kandydował do Senatu XV kadencji. Kwestionował w tym okresie przywództwo Silvia Berlusconiego na prawicy, jak też opowiadał się za zmianą koalicji. Ostatecznie w październiku 2006 wraz ze swoimi stronnikami założył nowe marginalne ugrupowanie pod nazwą Środkowe Włochy, które wsparło rząd Romano Prodiego. W 2007 zgłosił akces swojej formacji do Partii Demokratycznej, wchodząc w skład komitetu organizacyjnego. Z listy PD w przedterminowych wyborach w 2008 został senatorem XVI kadencji (mandat sprawował do 2013).